# Institut Grómov de Recerca Aeronàutica
L'Institut Grómov de Recerca Aeronàutica o GFRI abreujada (rus: Лётно-исследовательский институт имени М. М. Громова, rus: ЛИИ) és un important centre de recerca estatal rus que opera una base de proves d'aeronaus situada a Zhukovsky, 40 km al sud-est de Moscou. El camp d'aviació també es coneix com a base aèria de Ramenskoye.
El camp d'aviació es va utilitzar com a lloc d'aterratge de seguretat per al programa de proves Shuttle Buran i també com a base de proves per al prototip aerodinàmic BTS-002 de Buran.
GFRI acull periòdicament el MAKS International Air Show (Aviasalon).
Actualment, GFRI també acull l'aeroport internacional Zhukovsky.

## Història

### Fundació
L'Institut de Recerca Aeronàutica es va fundar el 8 de març de 1941, d'acord amb el decret de Sovnarkom i el Comitè Central del Partit Comunista de la Unió Soviètica. Mikhaïl Grómov, un pilot de proves, heroi de la Unió Soviètica, es va convertir en el seu primer cap. Des del primer moment, l'institut va participar en el desenvolupament i proves d'avions i sistemes aerotransportats, va dur a terme investigacions en vol per tal d'obrir el camí a més activitats científiques.
Els primers anys d'existència de l'institut van recaure en temps de guerra. Durant la guerra, els experts de l'institut van seguir desenvolupant recomanacions per eliminar els defectes en les qualitats de vol i les capacitats de lluita de l'aeronau, les proves de vol dels prototips d'aeronaus, van estudiar els avions i equips estrangers, tant comprats com presos com a trofeus.

## Activitats actuals de recerca i desenvolupament
- Recerca i proves de vol aeroespacial en aerodinàmica de baixa i alta velocitat, dinàmica de vol, propulsió i tecnologies aviònica (GLL-8 (Gll-VK) Igla).[1][2][3]
- Serveis de prova i certificació de prototips d'avions i equips de bord.[2]
- Recerca en seguretat, fiabilitat, manteniment i altres capacitats operatives de les aeronaus.[4]
- Fedotov Test Pilot School per a la formació de pilots de proves, navegants i enginyers de proves a bord.[5]
- Desenvolupament, producció i operació d'una varietat de bancs de prova voladors, inclosos els basats en els avions Tu-154, Su-30, Il-76, Il-103, helicòpters Mi-8, etc.[2][3]
- Desenvolupament i producció d'instrumentació de proves de vol (sistemes d'emmagatzematge d'estat sòlid de recollida de dades de baixa i alta freqüència, dispositius de mesura de paràmetres de vibració, sensors de temperatura instantània, sensors de distribució de pressió i bateig de piezoresistència plans miniaturitzats, transductors vectorials de velocitat de flux d'aire de fil calent i productes de mesura de l'estrès per fricció aerodinàmica), etc.).[1]